# Liste der Kulturdenkmäler in Mackenzell
Die folgende Liste enthält die in der Denkmaltopographie ausgewiesenen Kulturdenkmäler auf dem Gebiet des Ortsteils Mackenzell der  Stadt Hünfeld, Landkreis Fulda, Hessen.
Hinweis: Die Reihenfolge der Denkmäler in dieser Liste orientiert sich an der Anschrift, alternativ ist sie auch nach der Bezeichnung, der vom Landesamt für Denkmalpflege vergebenen Nummer oder der Bauzeit sortierbar.
Kulturdenkmäler werden fortlaufend im Denkmalverzeichnis des Landes Hessen durch das Landesamt für Denkmalpflege Hessen auf Basis des Hessischen Denkmalschutzgesetzes (HDSchG) geführt. Die Schutzwürdigkeit eines Kulturdenkmals hängt nicht von der Eintragung in das Denkmalverzeichnis des Landes Hessen oder der Veröffentlichung in der Denkmaltopographie ab.

Das Vorhandensein oder Fehlen eines Objekts in dieser Liste ist keine rechtsverbindliche Auskunft darüber, ob es Kulturdenkmal ist oder nicht: Diese Liste entspricht möglicherweise nicht dem aktuellen Stand der offiziellen Denkmaltopographie. Diese ist für Hessen in den entsprechenden Bänden der Denkmaltopographie Bundesrepublik Deutschland und im Internet unter DenkXweb – Kulturdenkmäler in Hessen einsehbar. Auch diese Quellen sind, obwohl sie durch das Landesamt für Denkmalpflege Hessen aktualisiert werden, nicht immer aktuell, da es im Denkmalbestand immer wieder Änderungen gibt.
Eine verbindliche Auskunft erteilt allein das Landesamt für Denkmalpflege Hessen.
Nutze diese Kartenansicht, um Koordinaten in der Liste zu setzen. In dieser Kartenansicht sind Kulturdenkmale ohne Koordinaten mit einem roten bzw. orangen Marker dargestellt und können in der Karte gesetzt werden. Kulturdenkmale ohne Bild sind mit einem blauen bzw. roten Marker gekennzeichnet, Kulturdenkmale mit Bild mit einem grünen bzw. orangen Marker.
| Bild                           | Bezeichnung                                | Lage | Beschreibung | Bauzeit | Objekt-Nr. |
| ------------------------------ | ------------------------------------------ | --- | --- | --- | ---------- |
| Bild gesucht BW                | Immaculata                                 | Auf der Steinrinne LageFlur: 11, Flurstück: 85 | Vollplastik Mariens. | 1862, bezeichnet. | 37809 DDB  |
| Bild gesucht BW                | Fachwerkhaus                               | Berthostraße 5 LageFlur: 12, Flurstück: 109 | Giebelständiges zweistöckiges Fachwerkhaus. | 1841 (Sockelinschrift) | 37666 DDB  |
| Bild gesucht BW                | Sachgesamtheit Burgstraße                  | Burgstraße 3 LageFlur: 13, Flurstück: 1/7 | Das einzige erhaltene ehemalige Wasserschloss des Fuldaer Landes und ursprünglich Sitz der Herren von Mackenzell.                                             | | 37657 DDB  |
| Bild gesucht BW                | Heiliger Josef                             | Dalbergstraße LageFlur: 12, Flurstück: 87/2 | Standbild des hl. Josef. | Um 1900 vermutet. | 37685 DDB  |
| Bild gesucht BW                | Fachwerkhaus                               | Dalbergstraße 3 LageFlur: 13, Flurstück: 17 | Zweistöckiges giebelständiges Fachwerkhaus. | Um 1700 (Entstehung) | 37659 DDB  |
| Bild gesucht BW                | Fachwerkhaus                               | Dalbergstraße 5 LageFlur: 13, Flurstück: 16/7 | Zweistöckiges giebelständiges Fachwerkhaus. | Um 1800 vermutet. | 37660 DDB  |
| Bild gesucht BW                | Fachwerkhaus                               | Dalbergstraße 6 LageFlur: 12, Flurstück: 90/4 | Zweistöckiges giebelständiges Fachwerkhaus, das allseitig verschindelt ist.                                                                                   | Vor 1850 vermutet. | 37661 DDB  |
| Bild gesucht BW                | Schulhaus                                  | Dalbergstraße 7 LageFlur: 15, Flurstück: 30/38 | Zweistöckiges traufenständiges Gebäude auf mittelhohem rustizierten Sockel.                                                                                   | 1935/36 | 37662 DDB  |
| Bild gesucht BW                | Wegekreuz                                  | Domarsch LageFlur: 11, Flurstück: 37 | Steinkruzifix | 1879, bezeichnet. | 37686 DDB  |
| Bild gesucht BW                | Herrenmühle                                | Herrenmühle 6 LageFlur: 14, Flurstück: 29/4 | Stattlicher Rechteckbau einer Mühlenanlage. | Frühes 17. Jahrhundert | 37663 DDB  |
| Bild gesucht BW                | Katholisches Pfarrhaus                     | Johannesplatz 1 LageFlur: 12, Flurstück: 78/17 | Zweigeschossiger fünfachsiger Massivbau mit Mansarddach. | Um 1750 vermutet. | 37664 DDB  |
| Bild gesucht BW                | Fachwerkhaus                               | Johannesplatz 5 LageFlur: 12, Flurstück: 98 | Giebelständiges Fachwerkhaus. | Um 1700 | 37665 DDB  |
| Bild gesucht BW                | Kappmühle mit Mühlgraben und Wehr          | Kappmühlenweg 5, Wasserkuppenstraße, Nüst, Mühlrasen, Im Unsben, An der blinden Gasse LageFlur: 14, 15, Flurstück: 100/34, 78/4, 92, 180/35, 34, 35/1 | Mühlen- und Wohngebäude, welches nach einem Brand wieder errichtet wurde.                                                                                     | 1945 neu errichtet, seit mindestens 1858 bekannt (In Karte des Kurfürstentums Hessen)                                                                   | 37667 DDB  |
| Bild gesucht BW                | Bildstock                                  | Lange Wiesen LageFlur: 3, Flurstück: 47/3 | | 1844, bezeichnet. | 37658 DDB  |
| Bild gesucht BW                | Bildstock                                  | Margarethenweg LageFlur: 11, Flurstück: 15/2 | | 1853, bezeichnet. | 37668 DDB  |
| Bild gesucht BW                | Wegekreuz                                  | Milseburgstraße LageFlur: 1, Flurstück: 89/9 | | Um 1900 | 37808 DDB  |
| Bild gesucht BW                | Bildstock                                  | Nüster Straße LageFlur: 15, Flurstück: 28/5 | | Um 1750 vermutet. | 37669 DDB  |
| Bild gesucht BW                | Bildstock                                  | Oberer Lämmerberg LageFlur: 14, Flurstück: 57 | | 1795, bezeichnet. | 37807 DDB  |
| Bild gesucht BW                | Backhaus                                   | Raiffeisenstraße LageFlur: 12, Flurstück: 99/4 | Kleines traufenständiges Gemeindebackhaus. | 1943 | 37677 DDB  |
| Bild gesucht BW                | Fachwerkhaus                               | Raiffeisenstraße 6 LageFlur: 13, Flurstück: 38/5 | Zweistöckiges giebelständiges Fachwerkhaus. | Noch 18. Jahrhundert vermutet. | 37670 DDB  |
| Bild gesucht BW                | Winkelhof                                  | Raiffeisenstraße 12 LageFlur: 13, Flurstück: 33/2 | Aus zwei Bauteilen bestehender Winkelhof. | 1779 (Torbalkeninschrift) | 37671 DDB  |
| Bild gesucht BW                | Fachwerkhaus                               | Raiffeisenstraße 17 LageFlur: 12, Flurstück: 80/5 | Zweistöckiges Fachwerkhaus. | 1846 | 37672 DDB  |
| Bild gesucht BW                | Fachwerkhaus                               | Raiffeisenstraße 18 LageFlur: 13, Flurstück: 28/5 | Giebelständiges zweistöckiges Fachwerkhaus mit umseitiger Verschindelung.                                                                                     | Vor 1850 | 37673 DDB  |
| Bild gesucht BW                | Fachwerkhaus                               | Raiffeisenstraße 19 LageFlur: 12, Flurstück: 76/3 | Zweistöckiges Fachwerkhaus. | 1733 (Sockelsteininschrift) | 37674 DDB  |
| Bild gesucht BW                | Fachwerkhaus                               | Raiffeisenstraße 20 LageFlur: 13, Flurstück: 26/4 | Zweistöckiges Fachwerkhaus. | Nach 1750 vermutet. | 37675 DDB  |
| Bild gesucht BW                | Fachwerkhaus                               | Raiffeisenstraße 22 LageFlur: 12, Flurstück: 112/6 | Giebelständiges zweistöckiges Fachwerkhaus auf hohem Quadersockel.                                                                                            | Um 1800 | 37676 DDB  |
| Bild gesucht BW                | Fachwerkhaus                               | Ulmensteinweg 3 LageFlur: 12, Flurstück: 61/1 | Komplexes, historisch gewachsenes Fachwerkgebäude. | Um 1800 vermutet. | 37678 DDB  |
| Bild gesucht BW                | Fachwerkhaus, Gasthaus                     | Ulmensteinweg 6 LageFlur: 12, Flurstück: 51/5 | Breit gelagertes zweistöckiges Fachwerkhaus. | Ursprung um 1800 | 37679 DDB  |
| Bild gesucht BW                | Katholische Kirche St. Johannes der Täufer | Weißenborner Straße 4 LageFlur: 12, Flurstück: 78/17                                                                                                  | Mächtiger Rechteckbau mit Walmdach nach Plänen des Architekten Hans Weber, Amöneburg.                                                                         | 1949/50 | 37680 DDB  |
| Bild gesucht BW                | Fachwerkhaus                               | Weißenborner Straße 8 LageFlur: 12, Flurstück: 68/2                                                                                                   | Kleines zweistöckiges Fachwerkhaus, ein sogenanntes „Lohnarbeiterhäuschen“.                                                                                   | Um 1900 | 37681 DDB  |
| Bild gesucht BW                | Fachwerkhaus                               | Weißenborner Straße 10 LageFlur: 12, Flurstück: 65/3                                                                                                  | Zweistöckiges Fachwerkhaus vollständig verschindelt/verkleidet ist.                                                                                           | Noch 19. Jahrhundert vermutet. | 37682 DDB  |
| Bild gesucht BW                | Fachwerkhaus                               | Weißenborner Straße 14b LageFlur: 12, Flurstück: 46/15                                                                                                | Giebelständiges zweistöckiges Fachwerkhaus. | Nach 1750 | 37683 DDB  |
| Bild gesucht BW                | Fachwerkhaus                               | Weißenborner Straße 15 LageFlur: 12, Flurstück: 22 | Kleines zweistöckiges Fachwerkhaus. | Ursprung 18. Jahrhundert | 37684 DDB  |
| Weißenbornkapelle und Friedhof | Weißenbornkapelle und Friedhof             | Zu Weißenborn LageFlur: 5, Flurstück: 48, 50/1 | Die sogenannte Weißenbornkapelle ist ein dem hl. Laurentius geweihter schlichter Rechteckbau und einige historische Grabsteine auf dem angrenzenden Friedhof. | Nach 1650, Vorgängerbau einer Kirche 1356 erstmals erwähnt aber 1440 wüst gefallen. Friedhofskreuz, bezeichnet 1828. Bildstockaufsatz, bezeichnet 1685. | 37687 DDB  |